# Antoine Bernhart
Antoine Bernhart est un dessinateur français, né en Alsace le 1er mai 1950. Il vit et travaille à Strasbourg.

## Parcours
Les premières planches de Bernhart furent publiés dans la revue surréaliste Phases en 1968. Son dessin, ligne claire, à l’époque était extrêmement chargé et représentait des méli-mélos érotiques, charnels. Bernhart se fit exclure du groupe Phases au motif que ses dessins étaient jugés trop pornographiques.
Au début des années 80, il commence à utiliser la plume d’oie et l’encre de chine sur papier aquarelle de manière graphique, jouant des éclaboussures et coulures et introduit la trame mécanique Letraset pour les niveaux de gris dans son dessin . Les thématiques qui feront sa notoriété, le rock underground et la contre-culture de l’époque: pin ups, rockers, psychobilly, garage rock, punk, rockabilly, zombies ou scène de bondage. Il réalisera ainsi de nombreuses illustrations pour des pochettes de disques et affiches de concerts pour des groupes comme the Meteors, the Rattlers, the Vibes, Tall Boys, Screaming Kids, the Cannibals .
À partir des années 1990, à la suite de plusieurs voyages au Japon et une fascination grandissante pour la culture Japonaise érotique, son travail se radicalise dans un mélange trash et subversif de scènettes érotico-grand-guignol morbides incluant souvent des personnages aux allures de poupées mécaniques ,. Mutilations, viols, zoophilie, coprophagie, le travail de Bernhart s’inspire de l’univers cruel des contes des frères Grimm, de la peinture de Balthus, du Marquis de Sade, Bataille.
« L’œuvre « pornographique » (au sens le plus radical) d’Antoine Bernhart se veut un théâtre dressé sur notre abîme ».
Les œuvres de Bernhart ont été montrées au musée Tomi Ungerer, au Musée de l'érotisme, à la galerie Bongoût, Berlin, tout comme au MAMCO de Genève,.